# إليزابيث نيلسون
إليزابيث نيلسون (بالإنجليزية: Elizabeth Neilson)‏ هي أكاديمية أمريكية، ولدت في 13 أكتوبر 1911، وتوفيت في 4 أكتوبر 2001.